# Esqui alpino nos Jogos Olímpicos de Inverno de 1960
O esqui alpino nos Jogos Olímpicos de Inverno de 1960 consistiu de seis eventos, realizados entre 20 de fevereiro e 26 de fevereiro de 1960 em Squaw Valley.

## Medalhistas

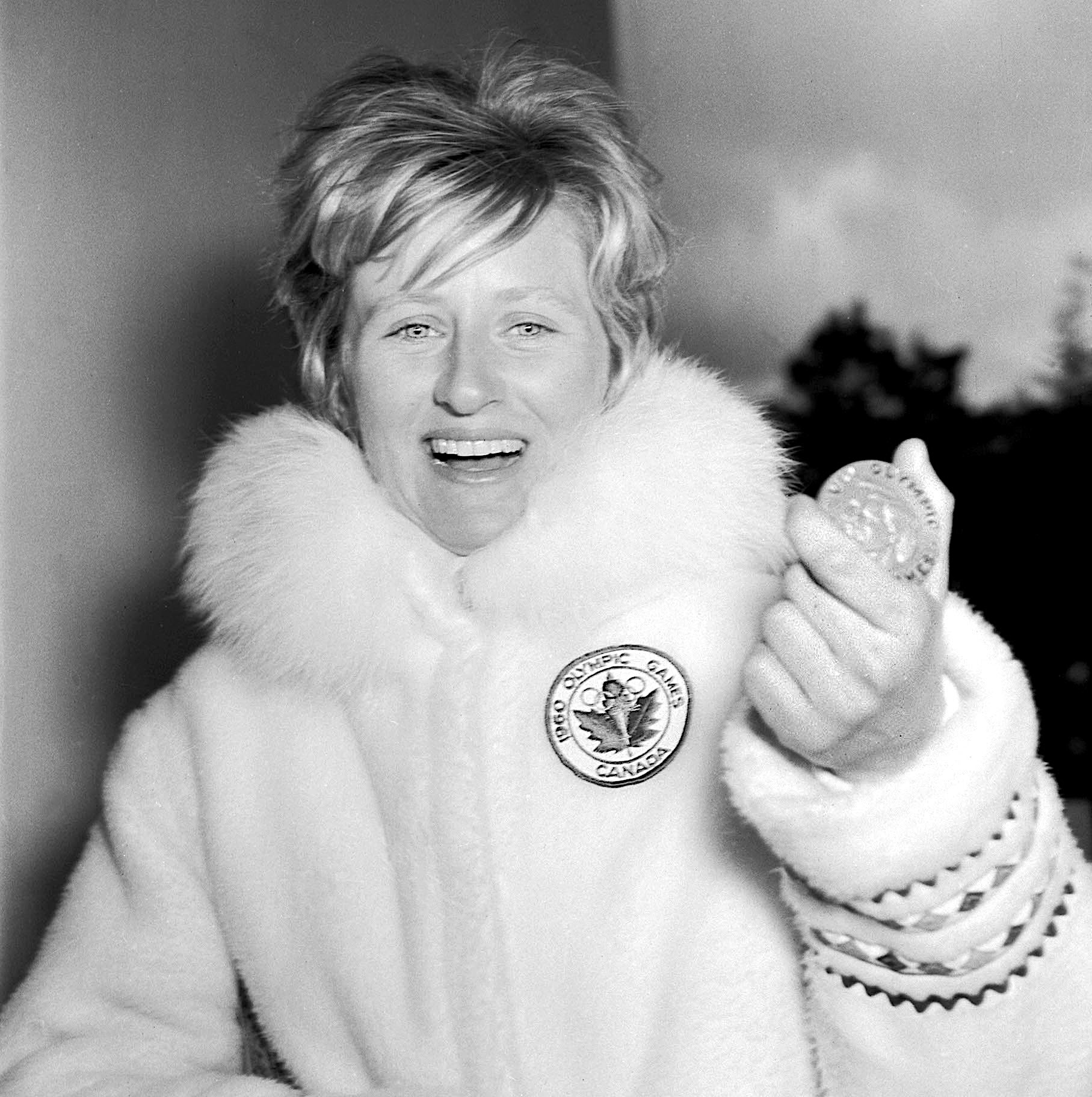
Anne Heggtveit com a medalha de ouro conquistada no slalom feminino.

Masculino
| Evento                  | Ouro                         | Prata                                   | Bronze                       |
| ----------------------- | ---------------------------- | --------------------------------------- | ---------------------------- |
| Downhill detalhes       | Jean Vuarnet FRA França      | Hans-Peter Lanig EUA Equipe Alemã Unida | Guy Périllat FRA França      |
| Slalom detalhes         | Ernst Hinterseer AUT Áustria | Hias Leitner AUT Áustria                | Charles Bozon FRA França     |
| Slalom gigante detalhes | Roger Staub SUI Suíça        | Josef Stiegler AUT Áustria              | Ernst Hinterseer AUT Áustria |

Feminino
| Evento                  | Ouro                               | Prata                          | Bronze                                   |
| ----------------------- | ---------------------------------- | ------------------------------ | ---------------------------------------- |
| Downhill detalhes       | Heidi Biebl EUA Equipe Alemã Unida | Penny Pitou USA Estados Unidos | Traudl Hecher AUT Áustria                |
| Slalom detalhes         | Anne Heggtveit CAN Canadá          | Betsy Snite USA Estados Unidos | Barbi Henneberger EUA Equipe Alemã Unida |
| Slalom gigante detalhes | Yvonne Rüegg SUI Suíça             | Penny Pitou USA Estados Unidos | Giuliana Minuzzo ITA Itália              |

## Quadro de medalhas
| Ordem | País                   | Medalha de ouro | Medalha de prata | Medalha de bronze |    |
| ----- | ---------------------- | --------------- | ---------------- | ----------------- | -- |
| 1     | SUI Suíça              | 2               |                  |                   | 2  |
| 2     | AUT Áustria            | 1               | 2                | 2                 | 5  |
| 3     | EUA Equipe Alemã Unida | 1               | 1                | 1                 | 3  |
| 4     | FRA França             | 1               |                  | 2                 | 3  |
| 5     | CAN Canadá             | 1               |                  |                   | 1  |
| 6     | USA Estados Unidos     |                 | 3                |                   | 3  |
| 7     | ITA Itália             |                 |                  | 1                 | 1  |
| TOTAL | TOTAL                  | 6               | 6                | 6                 | 18 |